# Фомин, Николай Фёдорович
Фомин Николай Федорович (13 ноября 1949, село Александровка Бородинского района Измаильской области) — начальник кафедры оперативной хирургии (с топографической анатомией) Военно-Медицинской академии им С. М. Кирова (ВМА), полковник медицинской службы (1991), доктор медицинских наук (1996), профессор (1997), заслуженный врач РФ в 1998 году, заслуженный деятель науки РФ (2009). Руководит кафедрой с 1993 года.
Закончил в 18 лет Одесское медицинское училище с отличием (в 1967 г. и ВМА с золотой медалью (1973). По окончании академии оставлен в адъюнктуре при кафедре оперативной хирургии.
В 1978 году защитил кандидатскую диссертацию «Анатомо — физиологические особенности коллатерального кровообращения при перевязке бедренной артерии в условиях местного охлаждения», а в 1996 г. — докторскую диссертацию «Коллатеральное кровообращение и регенераторные возможности раны при травме сосудов и мягких тканей бедра». Становление Н. Ф. Фомина на всех должностях — от преподавателя (1976) до начальника кафедр (1993) проходило на кафедре оперативной хирургии.
Первые научные работы, посвященные травме капсульно-связочного аппарата коленного сустава, выполнил в научном кружке кафедры травматологии и ортопедии. Разработал новую идеологию комплексных анатомо- физиологических исследований сосудистых травм в эксперименте и у раненых, которая была успешно апробирована им в полевых условиях.
Командировка в Афганистан (1984-1985) круто изменила дальнейшие научные интересы Н. Ф. Фомина. Тогда лейтенант медицинской службы Фомин за 8 месяцев спас порядка 250 пациентов с тяжёлыми ранениями при штурме Саланга - перевала в горах Гиндукуша, где в засадах с душманами погибли 500 защитников 40 - й армии ОКСВ, которые дислоцировались в кишлаках. Благодаря клинико-физиологическим и патоморфологическим исследованиям на раненых и погибших, прикладным полигонным экспериментальным разработкам, им была сформулирована оригинальная концепция механогенеза поражений человека факторами взрыва мин, которая получила широкое распространение. Ряд его научных разработок посвящены топографо-анатомическому обоснованию щадящих методов гемостаза и техники микро- и эндовидеохирургических операций, малотравматичным хирургическим доступам и приемам, анатомическим основам реконструктивно-восстановительных и пластических вмешательств. Все собственные анатомо-физиологические исследования и работы учеников выполнены с позиций учения В. Н. Шевкуненко об индивидуальной изменчивости органов и систем тела человека.
В сложный период жизни кафедры (начало 1990-х гг.) Н. Ф. Фоминым был сформирован продуктивный научно-педагогический коллектив (с 1993 г. защищено 33 диссертации, в том числе 2 докторские), восстановлены традиции и технологии преподавания дисциплины, возрожден экзамен. На кафедре стали широко применяться телевидение, тренажерная подготовка, различные формы тестирования. Разработан ряд оригинальных учебных пособии, в том числе на основе современных информационных технологий. Учебная работа в организационном отношении выстроена им как целостный технологический процесс с учетом профильности подготовки специалистов.
Автор около 400 научных работ, в том числе 7 монографий, ряда учебных пособии, глав учебников и руководств, имеет 10 авторских свидетельств на изобретения и более 70 рационализаторских предложений. Автор и оформитель ряда художественных изданий, посвященных истории академии.
Подготовил 22 кандидата медицинских наук.
Сопредседатель Российской ассоциации клинических анатомов, член редколлегии журналов « Морфология» и « Вопросы реконструктивной и пластической хирургии», дипломант Государственной премии им. Маршала СССР Г. К. Жукова за цикл работ по минно-взрывной травме (в соавторстве с Э. А. Нечаевым, А. И. Грицановым, И. П. Миннуллиным и В. М. Шаповаловым).

## Избранные труды
- Практические занятия по оперативной хирургии с топографической анатомией. — СПб.: ВМА, 2005. — 215 с.
- Взрывные поражения. — СПб.: Фолиант, 2002. — 655 с. (в соавт. с Нечаевым Э. А. и др.)
- Анатомия Пирогова . — СПб., 2004. — 88 с.
- Техника хирургических операций на сосудах. — СПб.: Гиппократ, 2004. — 176 с. (в соавторстве с Долининым В. А. и др.).